# Puerta del Duque
La puerta del Duque fue una puerta de la ciudad española de Zaragoza, ya desaparecida.

## Descripción
La puerta se erigió en las inmediaciones de la iglesia de San Miguel de los Navarros de la ciudad española de Zaragoza. Conocida como «puerta del Duque» o «puerta del Duque de la Victoria», honraba con el título al general Baldomero Espartero. Construida con prisas y en apenas quince días en 1856, una parte hecha de ladrillo se cayó y hubo de rehabilitarse, obras que costeó el banquero y comerciante Juan Bruil. Se reabrió en 1861. Aparece descrita en la Guía de Zaragoza (1860) de Vicente Andrés con las siguientes palabras:

—del Duque. Contígua á la iglesia de san Miguel de los Navarros y frente al nuevo puente de fábrica llamado de san José, se está levantando el basamento en que debe colocarse muy pronto la magnífica puerta de hierro, costeada por el señor D. Juan Bruil, hijo de la ciudad, senador del reino y ministro de Hacienda que fué en los años 1855 y 1856. Esta puerta, abierta en mayo de 1856, en celebridad de la inauguracion del ferro-carril de Madrid á Zaragoza, que presidió el duque de la Victoria, en nombre de la Reina, fué construida en solos quince días, con este especial objeto; pero la misma precipitacion con que se llevaron las obras la dió poca solidéz, produciendo á poco tiempo la caida de una parte de ella, hecha de ladrillo.
(Andrés, 1860, pp. 515-516)

La puerta, que perdió los accesos laterales en el año 1911, terminó de desaparecer en 1919.